# Un inverno italiano. Cronache con rabbia 2008-2009
(Andrea Camilleri e Saverio Lodato, Un inverno italiano. Cronache con rabbia 2008-2009, p.342)
Un inverno italiano. Cronache con rabbia 2008-2009 è un'opera di Andrea Camilleri e Saverio Lodato pubblicata nel 2009 dall'editore Chiarelettere.

## Contenuto
Il libro raccoglie gli articoli pubblicati da Camilleri e da Saverio Lodato sul quotidiano l'Unità dal novembre 2008 al maggio 2009. È il racconto giorno per giorno di un inverno, di una gelata che sta irrigidendo la democrazia italiana sotto l'azione di un governo che suscita indignazione e commenti amaramente ironici negli autori. 
Dalle leggi ad personam, al conflitto d'interessi del Presidente del consiglio, dall'avanzare inesorabile della crisi economica alla supponenza superficialmente ottimistica che l'Italia non ne sarebbe stata toccata, al caso Englaro , dalle ridicolaggini delle  ronde padane alla difesa "nazionale" della compagnia di bandiera di trasporto aereo Alitalia. 
Un'opera scritta a futura memoria.

## Edizioni
- Andrea Camilleri e  Saverio Lodato, Un inverno italiano. Cronache con rabbia 2008-2009, Milano, Chiarelettere, 2009,  p. 336, ISBN 978-88-6190-088-2.